# Actualis
Actualis war eine Schweizer illustrierte Tageszeitung, die von Ende 1940 bis Ende Mai 1941 erschien. Sie gilt als die erste Boulevardzeitung der Schweiz und war die einzige Tageszeitung, die im Tiefdruck hergestellt wurde. Chefredaktor war Eugen Theodor Rimli, zuvor verantwortlicher Redaktor der Tat.
Actualis berichtete über die Aktualität in zahlreichen Bildern und kurzen Texten auf täglich acht Seiten im Grossformat und wurde zu 20 Rp. von Strassenverkäufern und an Kiosken verkauft. Die angesichts der während des Zweiten Weltkriegs herrschenden Zensur äusserst ungünstige Zeit für eine Boulevardzeitung überstand Actualis nicht lange. Nach Affären wegen Artikeln zu Marcel Pilet-Golaz und Heinz Guderian kam es zum Streit zwischen Redaktion und Verlag. Ende April 1941 traten Rimli und der zweite zeichnende Redaktor, Artillerie-Oberstleutnant Max Barthell, unter Protest aus der Redaktion aus, weil der Verwaltungsratspräsident Walter Stucki einen ihnen nicht genehmen Mitarbeiter als seinen Delegierten mit Weisungsbefugnis gegenüber der Redaktion eingestellt hatte. Die Ereignisse führten schliesslich zur Einstellung der Zeitung Ende Mai 1941, obwohl die anfängliche verkaufte Auflage von 12'200 auf 32'900 Exemplare gestiegen war.

## Vorgeschichte
In der ersten Nummer von Actualis erläuterte Chefredaktor Rimli die Motive für die Gründung der neuen Zeitung. Eine illustrierte Tageszeitung in der Schweiz sei eine dringende Notwendigkeit. Bilder seien die Formel des Jahrzehnts; lange Leitartikel passten nicht mehr zur raschlebigen Zeit. Actualis sei kein politisches Blatt und «keiner Partei, keinem Verband und keiner Wirtschaftsgruppe verpflichtet». Sie sei kein Sensationsblatt, auch wenn sie grosse Titel verwende. Diese seien dazu da, eine rasche Übersicht über die Ereignisse des Tages zu ermöglichen. Wegen der langweiligen Schweizer Tageszeitungen würden die Schweizer immer mehr zu ausländischen wie Paris-Soir und Signal greifen. Das erfordere ein schweizerisches Gegengewicht. Ein Auslandschweizer namens J. P. Zimmermann habe die Idee aus Frankreich zurück in die Schweiz gebracht und Ende 1938 mit den Vorarbeiten begonnen. In einer zehnteiligen Serie «‹Actualis› lüftet den Schleier» vom 2. bis 15. März 1941 resümierte die Actualis die Probleme bei der Gründung der Zeitung.
Die Suche nach Journalisten, finanziellen Mitteln und nach einer Druckerei erwies sich angesichts des allgemein als riskant beurteilten Vorhabens als sehr schwierig, und erst im August 1939 konnte eine Probenummer in der Verbandsdruckerei Bern hergestellt werden, ungewöhnlicherweise im Tiefdruckverfahren. Am 17. Oktober 1939 bewilligte der Bundesrat die Herausgabe der Zeitung trotz dem inzwischen bestehenden Verbot für Neugründungen, da die Gründungsvorbereitungen in der Hauptsache vor dem Inkrafttreten des Verbots abgeschlossen waren und die Actualis demnach gar nicht unter das Verbot falle. Nun aber verzögerte der Ausbruch des Zweiten Weltkriegs und die damit verbundene Generalmobilmachung die Herausgabe weiter.
Am 27. September 1940 wurde die Herausgebergesellschaft Actualis AG gegründet. Der St. Galler Seidenfabrikant Max Stoffel zahlte die Hälfte des Aktienkapitals von 160'000 CHF ein, die Kapitalbank AG zusammen mit der Kredit-Bank AG, beide in Zürich, die andere Hälfte. Der Direktor der Kredit-Bank, Walter Stucki, wurde zum Verwaltungsratspräsidenten, Stoffel zum einzigen weiteren Mitglied des Verwaltungsrates ernannt. Eugen Th. Rimli, der 1935–1936 in Deutschland Korrespondent verschiedener Zeitungen, darunter der Weltwoche, gewesen und 1936 wegen «gehässiger Berichterstattung» über Deutschland in Schweizer Zeitungen aus Deutschland ausgewiesen worden war und danach bis 1939 die Redaktion der Tat leitete, wurde zum Chef- und Auslandredaktor, Max Barthell zum Inlandredaktor und Redaktor für militärische Fragen sowie Ernst Kauer zum Bundesstadtredaktor berufen. Etwas später zeichnete Hans Hubert als Bildredaktor.
Als die Actualis gegen Ende 1940 endlich zur Herausgabe bereit war, wandte sie sich zur Sicherheit nochmals an den Bundesrat, und dieser bestätigte am 2. Dezember 1940 die Bewilligung trotz starken Widerstands der traditionellen Presse, die die drohende Konkurrenz fürchtete. So forderte der Schweizerische Zeitungsverlegerverein und der Verein der Schweizer Presse den Bundesrat in einer Eingabe auf, die Bewilligung für die neue Zeitung zu verweigern, weil dafür kein Bedürfnis bestehe und die Herausgabe einer neuen Zeitung angesichts der schwierigen Lage bei der Papierversorgung nicht verantwortet werden könne. Zudem bestehe ein Risiko ausländischer Einflussnahme. Actualis konnte aber beweisen, dass sie ausschliesslich mit schweizerischem Geld finanziert werde. Die Papierfabriken bescheinigten zudem, jederzeit zur Lieferung der notwendigen Menge Papier in der Lage zu sein. Trotzdem belegte der Bundesrat den Herausgeber nun mit der ungewöhnlichen Auflage, den Umfang der Zeitung auf maximal acht Seiten zu beschränken.
Als weiteren Versuch der Zeitungsverleger, das Erscheinen der Actualis zu erschweren, verdächtigte die Zeitung den Verleger des Bunds, Fritz Pochon, kraft seines Amtes als Präsident der den Verlegern gehörenden Nachrichtenagentur SDA deren Nachrichtendienst der Actualis vorenthalten oder nur mit ungerechtfertigten Preiszuschlägen liefern und der internationalen Nachrichtenagentur UPI verbieten zu wollen, Actualis zu beliefern, weil sie in Bern gedruckt werde und der Vertrag des Bunds mit UPI eine entsprechende Klausel enthalte. UPI lehnte dies aber ab mit dem Hinweis auf den Erscheinungsort Zürich der Zeitung. Auch gegen die Bewilligung von Standplätzen für den Verkauf der Zeitung wehrten sich die traditionellen Zeitungen; sie lehnten zudem Inserate für die Actualis ab.

## Lancierung und Artikel zu Pilet-Golaz
Die Auflage stieg nach der Erstausgabe am 14. Dezember 1940 rasch an, von 12'200 auf 32'900 Exemplare in nur zwei Monaten, und näherte sich bereits der errechneten Rentabilitätsschwelle von 40'000 Exemplaren. Die beiden Artikel des Inlandredaktors Max Barthell vom 16. und 17. Januar 1941, in denen er den Rücktritt von Bundesrat Marcel Pilet-Golaz forderte, leiteten jedoch den Untergang der Zeitung ein.
Vichy-Frankreich und Deutschland schlossen im November 1940 einen Vertrag über die weitere Verwendung des Armeematerials der seit Juni 1940 in der Schweiz internierten 43'000 französischen und mehrheitlich polnischen Soldaten des 45. französischen Armeekorps sowie über die Freilassung der französischen Soldaten. Danach sollten diese nach Frankreich zurückkehren und ihre Pferde mitnehmen dürfen, die den weitaus grössten Wert des Armeeinventars darstellten. Die polnischen Soldaten sollten in der Schweiz bleiben, während das gesamte Armeematerial an Deutschland auszuliefern war. Zur Umsetzung des Vertrags bedurfte er der Einwilligung der Schweiz. Der Bundesrat erteilte diese auf Antrag des zuständigen Bundesrats Marcel Pilet-Golaz und befand, dass sie die schweizerische Neutralität nicht verletze.
Der Entscheid stiess auf vehemente Kritik vor allem der sozialdemokratischen Presse, die es im höchsten Masse verwerflich fand, dass das Armeematerial der Polen ausgerechnet deren Feind, mit dem sie nach wie vor im Krieg standen, ausgeliefert werde. Die Auslieferung verletze ausserdem durchaus die Neutralität der Schweiz, sogar in gravierender Weise. Barthell schloss sich in seinem auf der Frontseite vom 16. Januar 1941 gross aufgemachten Artikel «Die Schweiz liefert das im Juni internierte Kriegsmaterial an Deutschland aus – Rückkehr der Franzosen – Schicksal der Polen ungeklärt» dieser Kritik an und bemerkte, der Ruf nach der Demission von Pilet-Golaz werde «nicht verstummen, bis er ihm entsprochen hat».
Anderntags doppelte Barthell unter dem Titel «Me sött de Pilet goh laa» in noch schärferer Form nach. Der Titel nahm Bezug auf Aktionen in Bern, in der im November 1940 im Hinblick auf erwartete Rücktritte aus dem Bundesrat Hunderte von Zettelchen an Schaufenstern, Telefonstangen und Hauspfosten mit dieser Aufschrift hingeklebt worden waren. Pilet-Golaz habe weder die Kommission für Auswärtiges noch die Vollmachtenkommission um ihre Meinung befragt, wie mit dem deutsch-französischen Vertrag umzugehen sei. Barthell forderte Pilet-Golaz nun sehr direkt zum Rücktritt auf, indem er auch an die Affäre Schaffner erinnerte, den Pilet-Golaz 1940 zusammen mit anderen Vertretern der Nationalen Bewegung der Schweiz empfangen hatte.
Die Kriegszensurstelle APF erteilte der Actualis darauf «den formellen Befehl, mit sofortiger Wirkung jede Fortsetzung der … Kampagne einzustellen». Der Hauptaktionär Max Stoffel, der zwei Bundesräten privat «die vorbehaltlose Unterstützung der Actualis in jeder Frage in Aussicht gestellt» hatte, trat aufgrund der Artikel am 5. Februar 1941 erbost aus dem Verwaltungsrat aus. Die Aktien behielt er aber.
In einer anderen Sache erteilte die APF im Februar 1941 der Actualis eine öffentliche Verwarnung wegen «sensationeller Verbreitung von unkontrollierbaren Meldungen und Förderung von Gerüchten», wogegen die Zeitung erfolglos Rekurs einreichte.

## Artikel zu Guderian und Einstellung
Ganz entgegen der erklärten Absicht, wie «Heftlimacher» aufzupassen, «damit wir der Pressezensur keinen Vorwand für irgendwelche Massnahmen liefern», handelte Actualis erneut, als sie am 21. März 1941 einen ungezeichneten Artikel mit dem Titel «Heinz Guderian, der ‹Blücher der Tanks›» einrückte, in dem Guderian aufs höchste gelobt und erklärt wurde, er habe bei der Schlacht um Frankreich den «wohl nicht ganz im Sinne des Kriegsrechts» stehenden «Trick» gefunden, Gefangene vorne auf die Tanks zu setzen, um die französischen Tankführer vom Angriff abzuhalten, sie also als menschliche Schutzschilde zu missbrauchen.
Der Artikel lieferte der APF den Anlass, auf den man gewartet hatte, um die Actualis für 10 Tage zu verbieten. Diese argumentierte zwar, der Artikel stamme vom Pressedienst «Mondial Press» und diese sei damit verantwortlich, aber nach Meinung der APF hätte die Redaktion erkennen müssen, dass die Unterstellung derart unehrenhafter Handlungen eines deutschen Generals auf keinen Fall hätte publiziert werden dürfen. Actualis reichte auch gegen diesen Entscheid erfolglos Rekurs ein.
Die Vorgänge veranlassten den Direktor und Verwaltungsratspräsidenten Walter Stucki, der Redaktion im April 1941 einen Aufpasser in Gestalt eines Delegierten zur Seite zu stellen. Dafür wählte er einen 24-jährigen Auslandschweizer namens Robert Baer, Korrespondent des Daily Express, der laut Rimli und Barthell weder Deutsch noch Französisch, sondern nur Englisch sprach. Max Barthell trat darauf unter Protest auf Ende April 1941 aus der Redaktion zurück, Rimli tat es ihm aus Solidarität und Freundschaft gleich, und auch ein Teil des übrigen Redaktionspersonals trat zurück. Der Entscheid wurde in manchen bürgerlichen Zeitungen bei aller sonstigen Kritik an der Actualis als verständlich bezeichnet; in diesen Zeiten gelte «die Maxime der Schweizer Presse, nur freie, unabhängige Landesbürger zu beschäftigen, doppelt».
Die Zeitung erschien noch während des Monats Mai 1941 unter der Verantwortung von Walter Stucki für Redaktion und Direktion, danach wurde sie eingestellt. Stucki distanzierte sich in der Abschiedsnummer vom 31. Mai 1941 «von der Art und Weise, in der einer unserer höchsten Magistraten [Pilet-Golaz] an den Pranger gestellt wurde». Die Gesellschaft Actualis AG wurde im September 1941 aufgelöst.